# Jens Bjørneboe
Jens Ingvald Bjørneboe (n. 9 octombrie 1920, Kristiansand, Vest-Agder, Norvegia – d. 9 mai 1976, Comuna Nøtterøy, Vestfold, Norvegia) a fost un scriitor norvegian.
A scris o serie de romane (multe dintre ele fiind o critică dură la adresa societății), dar și poezii, piese de teatru și eseuri. Multe dintre operele sale au fost traduse în limbi străine, printre altele germană și engleză, devenind astfel cunoscut și în rândul cititorilor străini. În operele sale atacă, printre altele, sistemul de învățământ, judiciar și penitenciar din Norvegia. Bjørneboe fost totodată și un adept convins al mișcării pentru folosirea variantei riksmål a limbii norvegiene.
În 1967 a primit o condamnare pentru publicarea romanului Uten en tråd („Gol ca un pistol”), roman a cărui publicare a fost mai târziu legalizată. A fost vărul poetului André Bjerke.

## Viața

### Tinerețea
Jens Bjørneboe a fost fiul lui Ingvald și al Anna Mariei Bjørneboe. În familie a existat o tradiție lungă de a alege cariera de ofițer de marină, și Jens însuși a devenit ulterior marinar pentru o scurtă perioadă de timp.
Tatăl a fost armator, consul al Belgiei, astfel că familia se afla într-o situație economică privilegiată. La maturitate, Jens avea să declare că nu a avut o copilarie fericită, suferind atât din punct de vedere fizic cât și psihic. În urma unei pneumonii a stat bolnav la pat mai multe luni de zile.
„Când liniștea e ruptă de bătăi de ceas fragile
În jurul meu cât și în lumea-ntreagă
Aud de pe poteci înzăpezite glasuri de copii
Am fost bolnav o lună și o zi”— Jens Bjørneboe
Deja la vârsta de 14 ani a avut o încercare de sinucidere. Nu a reușit deoarece creanga de care s-a legat s-a rupt. A băut alcool pentru prima dată la vârsta de 12 ani, și nu pierdea ocazia de a se autoservi când părinții aveau petrecere acasă.
La școală s-a remarcat repede ca rebel. Într-o perioadă a fost elevul cu cele mai multe exmatriculări de la liceul Katedralskole din Kristiansand, și la urmă a fost exmatriculat definitiv. El însuși a declarat mai târziu că motivul exmatriculării finale a fost faptul că a afirmat într-o teză că Alexandru cel Mare ar fi fost homosexual, lucru pe care l-a citit într-o carte găsită în biblioteca tatălui său. Un alt motiv posibil al exmatriculării, care pare mai verosimil, este însă că a fost prins că a avut relații sexuale cu o minoră. În cartea sa, Fredrik Wandrup descrie acest episod în detaliu: fata era prietena unui prieten al lui Jens, și cei doi s-au înțeles în așa fel ca prietenul să iasă din cameră când era întuneric și Jens să meargă înapoi în locul lui. Fata însă a observat după un timp că noul-venit avea ceas la mână, ceea ce prietenul nu avusese, și scandalul nu a mai putut fi evitat.
De tânăr s-a interesat de literatura și filosofia clasică, astfel încât la vârsta de 15 ani citise deja majoritatea cărților lui Friedrich Nietzsche. Tot în această perioadă a dat de romanul Myrsoldater (Soldați ai mlaștinilor) de Wolfgang Langhoff, roman care avea să aibă o mare influență asupra carierei sale de scriitor. Romanul abordează problema lagărelor de concentrare germane, și Bjørneboe avea să declare ulterior că viața sa nu a mai fost aceeași după ce a citit romanul. A spus că în timp ce îl citea avea impresia că soarele dispăruse de pe cer și totul fusese cuprins de întuneric. Mai târziu în viață, se zice că Bjørneboe, în timpul unei vizite în Germania, ar fi vorbit cu un regizor de teatru, și din vorbă în vorbă ar fi ajuns să vorbească de romanul respectiv. După o lungă tăcere regizorul s-a uitat la el și a spus: „Eu sunt Langhoff. Eu sunt cel care a scris cartea”

### Al Doilea Război Mondial
Cu puțin înainte de începerea războiului a murit tatăl lui Jens. Se zice că ultimele sale cuvinte către Jens ar fi fost: „Jens, tu ești băiat bun, dar ce o să se aleagă de tine?”
După moartea tatălui, Jens a călătorit prin Europa împreună cu mama sa. Au trecut și prin Germania, unde au cunoscut îndeaproape Germania nazistă. Acest lucru avea să-l influențeze tare.
După întoarcere, Jens avea să-și ia, în sfârșit, bacalaureatul. După ce și-a luat bacalaureatul în 1940 și până s-a refugiat în Suedia în 1943, a studiat artele plastice timp de trei ani la un institut de arte plastice din Oslo, declarat „ilegal”, adică nerecunoscut de autoritățile ocupaționiste germane. Refugiul în Suedia a avut loc pentru a scăpa de munca obligatorie la care toți tinerii norvegieni trebuiau să participe.
A fugit în Suedia cu profesorul Karl Brodersen, care îi făcuse cunoștință cu antroposofia. În Suedia a încercat să obțină azil politic, dar nu i-a fost acordată decât viză de student. Autoritățile suedeze erau foarte restrictive cu acordarea azilui norvegienilor și cu ce puteau să întreprindă refugiații norvegieni pe teritoriul suedez, pentru a nu provoca Germania.
În Suedia o va cunoaște pe prima sa soție, fotografa germană de origine evreiască Lisel Funk ,care era și ea interesată de antroposofie. De la ea avea să învețe multe despre cultura, poezia și artele plastice germane. În Suedia a scris prima nuvelă, Hertug Hans (Ducele Hans) pe care a încercat să o publice după ce s-a întors (în 1945), împreună cu soția, la Oslo. A fost refuzat și a reușit să o publice doar în 1972, după ce devenise scriitor celebru.
În 1946 scrie primul său roman, Før hanen galer (Înainte ca cocoșul să cânte), care are ca subiect experimentele făcute pe prizonierii din lagărele de concentrare germane din timpul războiului. Romanul a fost bine primit când a fost publicat în 1952, dar n-a avut totuși succesul pe care Bjørneboe și editura îl sperau.
„Întreabă-mă de vină, e un cuvânt îngozitor.
Fiecare are o parte de vină pentru tot ce se întâmplă pe pământ.
Întoarce-ți fața de rușine:
Ce-a făcut unul, am făcut toți.”—Jens Bjørneboe,  Mea maxima culpa''

### Poezia și școala Steiner
Debutul ca poet a avut loc brusc. Considerând că are talent de poet, a stat treaz o noapte întreagă și a scris sonete pe care le-a arătata a doua zi vărului său, André Bjerke, poetul, care le-a publicat imediat în revista mișcării lingvistice riksmål, Ordet (Cuvântul). A continuat să scrie poezie după aceasta, dar când a avut material suficient pentru un volum (în 1951), a întâmpinat greutăți la publicare. Totuși, când a ieșit pe piață, volumul s-a bucurat de un succes deosebit. Marea lui inspirație în probleme de poezie a fost poetul german Rainer Maria Rilke (1875-1926). În 1952, Jens Bjørneboe a fost unul dintre scriitorii care și-au dat demisia din Uniunea scriitorilor norvegieni, și au format Uniunea scriitorilor norvegieni din 1952. Cearta a fost pe teme lingvistice, și majoritatea celor care au rupt cu Uniunea erau adepți ai limbii riksmål.
În această perioadă, în viața sa privată au avut mari schimbări. A primit un post de profesor de desen la școala Steiner din Oslo, unde se pare că s-a simțit fosrte bine. Îi plăceau copiii, și conform spuselor lui Odd Nerdrum, pictor și fost elev al lui Bjørneboe, simpatia era reciprocă.
Pedagogia folosită la școala Steiner era pe placul lui Bjørneboe, și i-a fost de mare inspirație pentru romanul Jonas (1955), romanul său cel mai cunoscut alături de Uten en tråd. Romanul este un atac la adresa sistemului școlilor publice din Norvegia din acea perioadă, sistem care nu are loc pentru cei care nu sunt „normali”. Jonas este un băiat care are probleme cu cititul, și când fuge de acasă, în căutarea sa este implicat un tânăr care din multe puncte de vedere este un alter ego al lui Bjørneboe. Acest tânăr lucrează la o școală care are caracteristici similare cu școala Steiner.
Perioada cât a predat la școala Steiner l-a costat însă, prin faptul că s-a dedat la alcool, poate ca rezultat al frustrărilor legate de leafa mică și de munca grea. Până la urmă s-a văzut nevoit să renunțe la acest post.
În 1957 scrie romanul Under en hårdere himmel (Sub un cer mai dur), în care atacă procesele legate de trădătorii de patrie de după război, considerând că aceștia au fost tratați prea sever. Ceea ce voia Bjørneboe să scoată în evidență a fost faptul că simplul act de a fi fost membru al partidului nazist norvegian în timpul războiului era considerat trădare, dar este un lucru bine știut, spunea el, că o lege nu poate avea efect retroactiv. Acest roman a fost prima sa carte în care atacă sistemul judiciar norvegian, și reacțiile la adresa sa au fost atât de puternice încât a fugit în străinătate. O mare parte a acestui exil l-a petrecut în Italia, unde a scris romanul Vinter i Bellapalma (Iarnă la Bellepalma) (1958). Când s-a întors în Norvegia câțiva ani mai târziu a fost condamnat la închisoare pentru conducere în stare de ebrietate, lucru care i-a dat motiv să critice de data asta sistemul penitenciar. Rezulatatul a fost romanul Den onde hyrde (Păstorul cel rău) (1960).
În 1960 Bjørneboe o întâlnește pe actrița Tone Tveteraas. După ce a divorțat în 1961 de Lisel Funk, s-a căsătorit cu Tveteraas în anul următor. S-au mutat la Enebakk, și au avut mai mulți copii împreună. Acolo a scris romanul Drømmen om hjulet (Visul despre roată), roman inspirat de viața scriitoarei Ragnhild Jølsen. Ragnhild Jølsen era fiica unei familii care avea o moșie la Enebakk, și din multe puncte de vedere era asemănătoare lui Bjørneboe: îi plăcea alcoolul, și nu numai, iar din când în când suferea de depresiune.
În 1965 scrie piesa de teatru Til lykke med dagen (La mulți ani), care este o dramatizare a romanului Den onde hyrde.

### Procesul în legătură cu romanul Uten en tråd
În această perioadă a scris romanul Uten en tråd (1966). Romanul, care este o provocare, vine la mai puțin de 10 ani de la cazul lui Agnar Mykle, scriitorul care și el a fost condamnat în 1957 pentru pornografie cu romanul Sangen om den røde rubin (Cântecul despre rubinul roșu). Atât Bjørneboe, cât și editorul au fost condamnați pentru pornografie. Atunci a declarat că în Norvegia tribunalele sunt cele care decid valoarea literară a unei opere de artă, dar a mulțumit pentru reclama primită. În legătură cu acest proces a scris un eseu, Istedenfor forsvarstale (În locul discursului de apărare) și mai multe articole în ziare, în care se întrebă cu ironie oare câte resurse trebuie să folosească sistemul juridic pentru a defini dacă ceva este operă literară sau nu.
A scris și o continuare a romanului, pe care l-a numit Uten en tråd II, care a fost publicat doar în Danemarca (care avea legi mai liberale în această privință). În acest roman procurorul procesului de la Oslo apare sub forma unui personaj ușor de ghicit..

### Anii din urmă
În acești ani a scris mai multe piese de teatru, printre care Semmelweis (1968). Personajul principal este un medic la o maternitate din Viena unde rata mortalitații nou născuților este anormal de mare. Semmelweis descoperă că medicii nu se spală pe mâini suficient de bine, dar nu aceptă să fie contraziși de Semmelweis. Piesa se bazează pe întâmplări reale care au avut loc la Viena în sec. 18..
Apoi începe trilogia Bestialitetens historie (Istoria bestialității), în care Frihetens øyeblikk (Momentul libertății) este prima carte, Kruttårnet (Turnul de praf de pușcă) este a doua carte, iar Stillheten (Liniștea) a treia. Cărțile sunt mizantropice, iar tematica este inspirată din lucrările filosofului francez Michel Foucault. Aceste trei cărți i-au luat lui Bjørneboe 25 de ani să le termine.
Ultimul său roman a fost Haiene (Rechinii) (1974), cu subtitlul „Istoria unui naufragiu”, în care descrie voiajul unui tânăr matelot pe o barcă cu pânze. Echipajul este un portret al omenirii, iar vasul (care va naufragia) poate fi comparat cu pământul. Cartea a fost bine primită atât de către publicul larg cât și de critici. După aceea a scris doar articole de ziar și piese de teatru.
În anul 1975 a scris o poezie (publicată în ziarul Dagbladet) numită „Farvel, bror alkohol!” (La revedere, frate alcool!) care a fost interpretată cum că s-ar fi lăsat de băut. De aceea, reporterul Haagen Ringnes, de la radioteleviziunea norvegiană nu i-a dus nimic de băut când s-a dus să-i ia un interviu în 1976. Bjørneboe a fost extrem de supărat când a văzut asta, și Ringnes a trebuit să se ducă să cumpere o sticlă de whisky înainte de a-i putea lua un interviu. La scurt timp după acest episod Bjørneboe s-a spânzurat pe data de 9 mai 1976.

### Cărți despre Jens Bjørneboe
- Laila Aase: Om Haiene av Jens Bjørneboe Karnovs forlag (1996)
- Eva Dalsgaard Axelsen: Psykoterapi og bestialitetens historie Gyldendal Akademiske (2007)
- Sven Kærup Bjørneboe: Onkel Jens: et familieportrett av Jens Bjørneboe Aschehoug (2001)
- Inge S. Kristiansen: Jens Bjørneboe og antroposofien: En analyse av esoteriske og mytologiske motiver med hovedvekt på det sene forfatterskapet  Solum forlag (1989)
- Elsa Kvamme: Kjære Jens, kjære Eugenio: Om Jens Bjørneboe, Eugenio Barba og opprørernes teater  Pax (2004)
- Steinar Lem: Bjørneboes menneskesyn i Frihetens øyeblikk Aschehou (1981)
- Gunvald Opstad og Øistein Parmann: Jens Bjørneboe. Bilder Katalog til utstillingen «Jens Bjørneboe» (Henie-Onstad Kunstsenter 1995).
- Kaj Skagen: Jens Bjørneboe om seg selv Den norske bokklubben (1984)
- Kaj Skagen: Metafysikk eller selvmord: Et essay om Jens Bjørneboe og antroposofien Cappelen (1996)
- Fredrik Wandrup: Jens Bjørneboe: Mannen, myten og kunsten Gyldendal (1984)
- Hans-Ivar Kristiansen: 3 fotellinger og 4 frekke forfattere Om Jens Bjørneboe, Knut Hamsun, Hans Jæger og Haldor Kiljan Laxness forlag1 (2007)